# Luis Gutierrez (Politiker, I)
Luis Gutierrez war ein uruguayischer Politiker.
Gutierrez, der der Partido Nacional angehörte, saß in der 29. Legislaturperiode als stellvertretender Abgeordneter für das Departamento Durazno vom 13. April 1926 bis zum 9. Juni 1927 in der Cámara de Representantes.